# Beauty and the Bull
Beauty and the Bull ist ein US-amerikanischer Kurzfilm aus dem Jahr 1954.

## Handlung
Das Model Bette Ford besucht in Mexiko mit ihren Freundinnen einen Stierkampf. Danach besuchen die Frauen eine Ranch, auf der Matadore ausgebildet werden. Bette macht die Erfahrung des Kampfes mit einem eine Woche alten Kalb. Sie will nun Stierkämpferin werden und bereist Mexiko. Sie absolviert das Training.

## Auszeichnungen
1955 wurde der Film in der Kategorie Bester Kurzfilm (zwei Filmrollen) für den Oscar nominiert.

## Hintergrund
Die Premiere hatte die Produktion von Warner Bros. am 24. Dezember 1954.
Gedreht wurde in Mexiko, u. a. im Bundesstaat Durango, in der Stadt Tijuana und in der Hauptstadt des Landes.

## Einzelnachweis
1. ↑  Oscars 1955